# 李友妹
李友妹（1963年—），湖南绥宁人，苗族，中华人民共和国政治人物、第十一届全国人民代表大会湖南地区代表。
担任湖南省绥宁县党坪苗族乡芷坪村党支部书记，是中共党员。2008年起担任全国人大代表。